# 民族
民族（みんぞく）について論じる。民族の定義は曖昧であるが、おおむね「エスニシティ（ethnicity）」および「ネイション（nation）」を意味する言葉であり、共通の文化的・社会的アイデンティティにより統合された人口集団を意味する。

## 用語・定義

### 民族
「民族」は漢籍にも登場する用語であり、「庶民」や「部族・氏族」などを意味した。しかし、日本語の「民族」は西洋語の翻訳語としてあらわれ、現代中国語にも日本語を通じて借用された。「民族」に対応する概念は、英語のpeople・nation・ethnicity・folk・tribe、あるいはフランス語のpeuple・nation・ethnie、ドイツ語のNation・Volk・Ethnosなど、様々なものがある。小田亮によれば、日本語の「民族」はおおむね3つの概念を包含する。第1には、「nation」の翻訳語としての「民族」、第2には、国民国家の内部におけるエスニシティとしての「民族」、第3には、国民国家以前に存在した集団を意味するところの「民族」である。塩川伸明の整理するところによれば、日本語の「民族」に相当する英語の語彙は「ネイション（nation）」および「エスニシティ（ethnicity）」である。とはいえ、そもそもネイション・エスニシティの定義も不明瞭であり、関根正美はその定義について「学者の数ほどある」と評価している
こうした「民族」という用語の曖昧さは、しばしば議論を呼んできた。二宮宏之は、1988年の論考で「民族」に相当する西洋語として歴史学者が第一に想像するのが「nation」である一方、民族学者の場合は「ethnos」であると論じている。田中克彦は日本の民族学における「民族」の意味は「近代国民国家の民族」ではなく、民族学とは「社会科学的な意味における民族をなす以前の民族的結合の諸形式、すなわちナロードノスチ的集団の研究である」と論じている。
翻訳語としての「民族」の起源について、はっきりとした事実はあきらかではないものの、安田浩は日本語における「民族」は1890年前後からしだいに使われ始めた概念であると論じている。齊藤美野は明治中後期の国語辞書を調査し、明治30年代（1906年まで）の書籍において「民族」の用語が登場しないこと、明治40年代（1907年 - 1912年）の書籍においては「民族」の語を掲載するものが存在することを報告している。安田は日本国内において「民族」なる用語が広まる契機となったのは、新聞『日本』・雑誌『日本人』といったメディアであると論じる。たとえば、志賀重昂や陸羯南は明治20年代時点で「民族」という言葉を積極的に用いている。一方で、三宅雪嶺は『真善美日本人』にて「民族」ではなく「民種」なる用語を用いており、明治期の国粋主義者のあいだでも「民族」は必ずしもはっきりと定着していた言葉ではなかった。『哲学・思想翻訳語辞典』は、「民族」がさきにドイツ語「Volk」の翻訳語として定着した語彙であり、のちに「国民」と訳されることも多かった英語「nation」の訳語としても普及したと述べる。西川長夫は、日本語の「民族」は、穂積八束や加藤弘之といった「ドイツ仕込みの法律・政治学者」によって国体論・天皇制と結びつけられたと論じる。高山樗牛の著作にみられるように、明治期においても「民族」という用語は必ずしも国家と紐づけられていたわけではなく、むしろ「人種」に近しい使われ方をすることもあった。こうした事実から、斎藤は「民族」の語義は当初より曖昧なまま広まっていったものであると考察している。

### ネイション・ナショナリティ・ナショナリズム
英語の「nation」はラテン語で「出生」を意味する「natio」、これを借用した古フランス語の「nacion」に由来し、13世紀頃に「人種、共通の祖先・言語を持つ人々の大集団」を意味する中英語「nacioun」として英語に導入された。この語は16世紀頃には「政治的共同体」を意味するようになった。ヨーロッパ諸言語においても、「nation」に相当する語彙の用法は国と時代によって様々である。少なくとも近代以降の用法において、（特にアメリカ合衆国における）英語の「nation」「nationality」、フランス語の「nation」「nationalité」にはエスニックなニュアンスがあまりなく、「nationality」「nationalité」については日本語の「国籍」とおおむね同義である。一方で、ドイツ語の「Nation」「Nationalität」、あるいはロシア語「nacija」「nacionalʹnosti」にはより国家に限定されないニュアンスがある。小池誠がまとめるところによれば、英語「nation」やロシア語「nacija」には「一つの国民であるか、またはそれに値する資格をもつ民族」という含意があり、ヘゲモニーを有する第三者による認定を必要とする。
政治的用語としての「ナショナリズム（nationalism）」という用語の初期の用例として、アントニー・D・スミスは18世紀の哲学者であるヨハン・ゴットフリート・ヘルダーと、司祭のオーギュスタン・バリュエルによるものを紹介している。英語におけるこの語の最初の使用例は1836年に遡るが、これはどちらかといえばネイションを神授されたものと理解する神学的意味にもとづく用法であった。アーネスト・ゲルナーらは、ナショナリズムを「政治的な単位とナショナルな単位を一致させようとする考え方および運動」であると定義している一方、これは「ナショナルな単位」なるものをどのように定置するかという問題を棚上げにしているという点で、完全な定義とはいえない。スミスはナショナリズムの一般的な目標としては「ネイションの自治」「ネイションの統一」「ネイションのアイデンティティ」があると論じ、ナショナリズムについては「自分たちは現実の、あるいは潜在的な『ネイション』を構成していると思っている成員が存在する集団において、その自治と統一とアイデンティティを確立し維持することを目指すイデオロギー的運動」と定義している。なお、新興独立国であるナイジェリアやタンザニア、インドネシアなどにみられるよう、ナショナリズムはネイションに先行することもある。

### エスニシティ・エスニック集団・エトニ

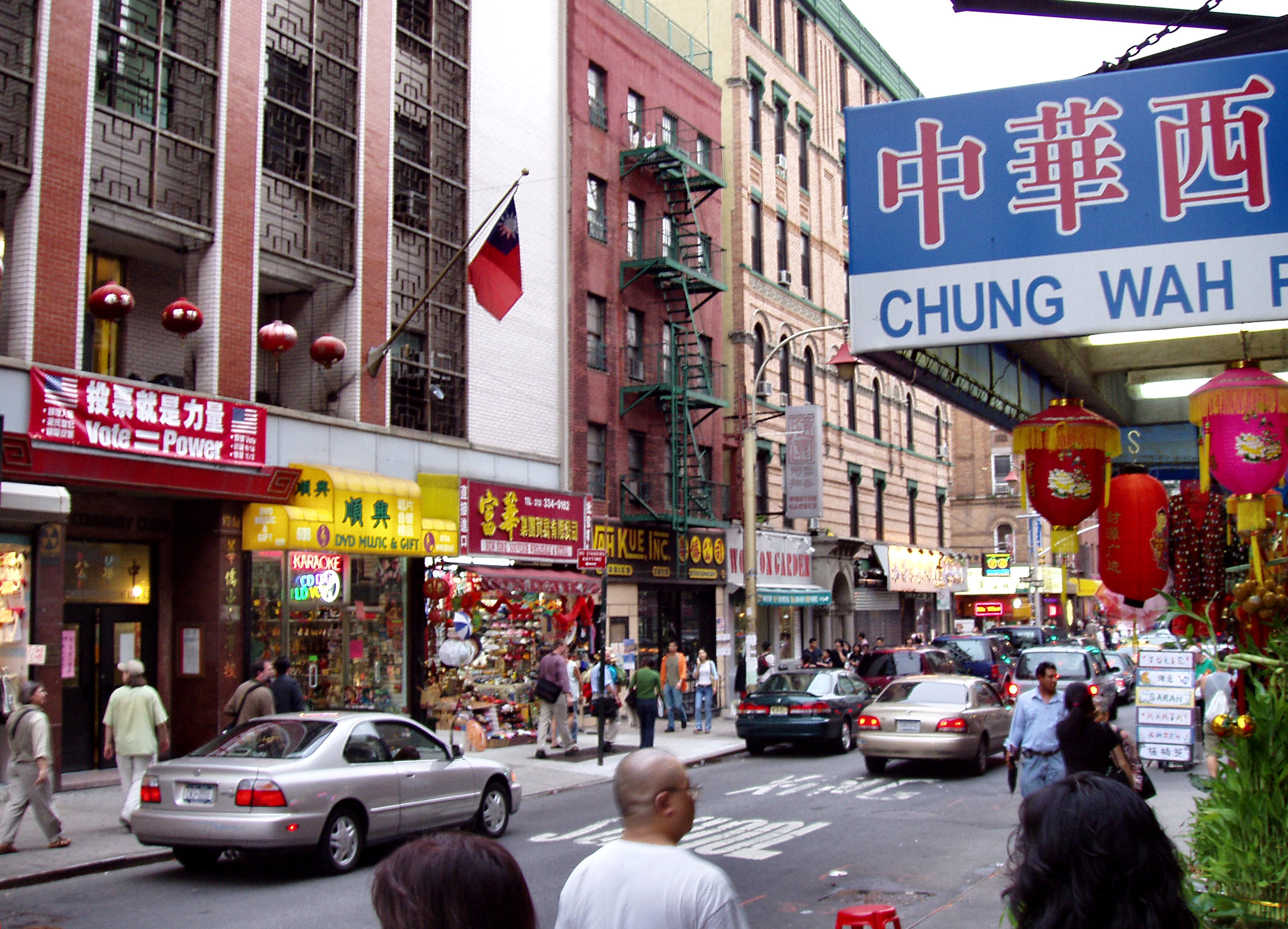
マンハッタンのチャイナタウン（2004年）。「エスニック集団（ethnic group）」の語は、アメリカ都市社会学において国内のマイノリティについて論じる際に導入された。

「ethnicity」はギリシャ語「ethnos（ethnē）」に由来するが、この言葉は「かならずしも同じ種族あるいは部族に属するものではないが、いっしょに生活し、いっしょに行動する多くの人々あるいは動物たち」といった意味を有した。英語「ethnic」は「異教徒・異邦人」といった意味で用いられていたが、1851年ごろより「人種・ネイションに特有の」といった意味を有しはじめた。学術用語として「ethnic group」が用いられはじめたのは1930年代のアメリカ都市社会学においてであり、アメリカ国内のアイルランド人・フランス系カナダ人・ユダヤ人といったマイノリティグループを説明する用語として用いられた。英語の「ethnicity」は比較的新しい言葉であり、1960年代以降に普及した。李光一は、「ethnicity」という新語が定着した背景には、政治社会が「いずれは到達する『発展目標』」であるとみなされていた「ネイション・ステイト」の普遍的価値が、1960年代から1970年代に勃発したエスニック集団の分離独立運動を通じて疑われはじめたことがあると論じる。
ウセヴォロド・イサジウによる、1949年から1971年までのエスニシティに関する研究65件のサーベイによれば、これらの概念を明確に定義しているのは13件にとどまり、そのほかの52件についてはいかなる定義もしていなかった。ロナルド・コーエン（Ronald Cohen）は、民族に対するカテゴライズについて以下のように論じる。「ある用語は、調査者がエスニック単位として選び出し、名称を与えた集団に属する人びとを指していると、当然のごとく考えている。それから、それらの集団の成員であることが、一つないしそれ以上の従属変数に影響を及ぼす、あるいはそれらと相互関係を持つということが示される。この意味においてエスニシティは、一つの重要な構造的な現象として広く利用されるのである。しかしそれは定義とはいいがたい。」
塩川によれば、エスニシティはネイションの下位集団と考えられることもあれば、ネイションを基礎づける、自意識と組織性を高めればネイションに発展する集団と考えられることもある。一方、「ethnicity」はどちらかといえば主観的アイデンティティを重視する。前山隆は「ある人間集団が国家のしばりを受けているか否かは基本的な差である」としたうえで、エスニシティという概念が成立するのは国家内部においてのみであり、より広い概念として通用している「民族」は分析概念として不適当であると論じている。サラ・シュナイダーマン（Sara Shneiderman）とエミリー・アンバギー（Emily Amburgey）によれば、ある集団を指して「ethnic」であると論じることは、その集団がその地域におけるマジョリティでない、有標化されたマイノリティであることを示唆する。原口武彦は「ethnicity」には「他者」に対する標示としてのニュアンスが強く存在し、マジョリティとしての民族を指す用語にはなり得ていないと主張する。
「エスニック集団（ethnic group、エスニック・グループ）」は、原口によれば抽象的概念である「ethnicity」の内部にふくまれる実体的概念である。小池は「ethnicity」と「ethnic group」の違いについて、前者は「その実体だけでなく、その性格やアイデンティティを含めてエスニック・グループの有り様の総体を指す語といちおう考えておきたい」としている。前山は、「ethnic group」を抽象化した語である「ethnicity」が普及した理由として、当時の人類学がある集団を対象とする構造機能主義から脱し、「非集団の次元の社会分域」に研究対象を広げていったことがあったと論じている。青柳まちこは「民族」と「エスニック集団」の差異について、後者は「他の類似集団とともに、それを包括する上位の社会に含まれている」と論じている。「エトニ（ethnie、「エトニー」とも）」はアントニー・D・スミスの提唱した概念であり、国家形成以前から存在した、近代的ネイションの原型となった民族集団を指す。先述した小田亮の分類では、「国民国家の内部に存在する民族集団またはエスニシティとしての民族」と「国民国家以前に存在した集団体を意味する民族（エトニーまたは部族）」が分離されている。

### トライブ・部族・族

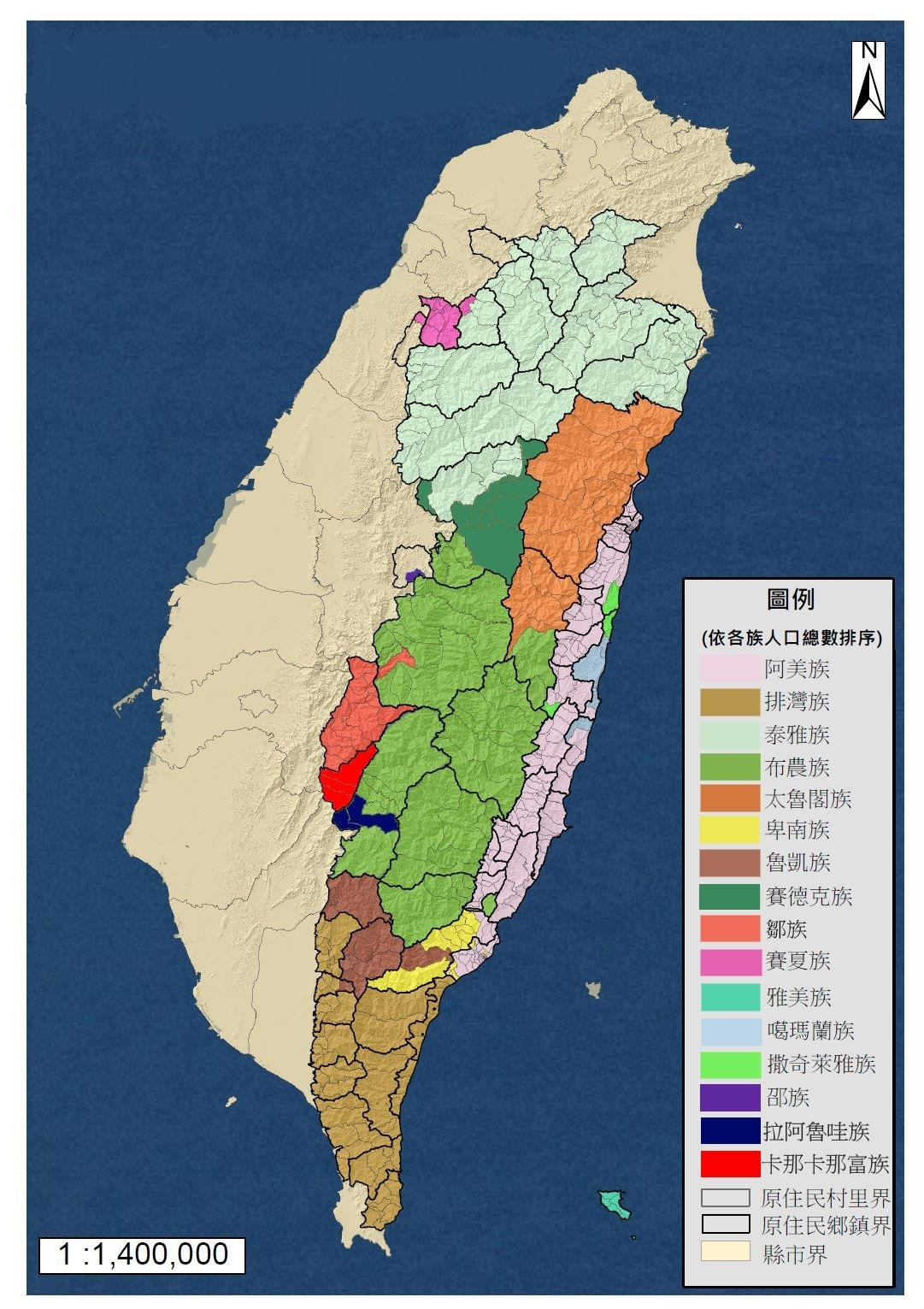
中華民国総統府による、台湾原住民の分布を表す地図。漢字文化圏では「族」が民族を指すニュートラルな語として用いられることがある一方、日本語においてこれをそのまま借用してよいかについては議論がある。

「民族」は「トライブ（tribe）」の訳語としても用いられてきた。「tribe」にあてられた専用の訳語としては「部族」がある。「tribe」あるいは「部族」といった用語はアフリカなどの民族集団を指す言葉として用いられてきた経緯があり、伝統的には「たがいに親族関係で結ばれたひとつの社会組織のもとに結合した人びとの集団」といった定義を有した。アフリカ諸国の独立以降、特に英語圏において「tribe」の有する非西洋的・原始的イメージは問題視され、「ethnic group」への言い換えが進んだ。日本においても同様の問題意識のもと、1980年代以降は「部族」という用語は避けられ、「民族」「エスニック集団」と呼ぶ傾向が強まった。
日本語において「民族」と呼称される集団には「民族（例：ユダヤ人）」と呼称される集団と「部族（例：マサイ族）」と呼称される集団がおり、前者に対しては「～人」、後者に対しては「～族」の接辞が用いられることが多い。沓掛沙弥香はメディアにおいては西欧系の民族に対しては少数民族であっても「族（例：サーミ人）」が用いられる一方で、アフリカの民族についてはある国家におけるマジョリティであっても「族（例：ガンダ族）」が用いられている状況を指摘し、「部族」「族」といった呼称は、「その使用者の自覚の有無に関わらず、『アフリカ』を矮小化し、アフリカ側からの変化や挑戦を無いものにする『象徴的暴力』の一部を構成している」と論じる。
一方で、英語圏においてもフィリップ・ガリヴァーのような研究者は「tribe」を「ethnic group」と言い換えることについては反対する立場を示し、「その成員、または外部のものから文化＝地域的基準（cultural-regional criteria）にもとづいて区別される人びとの集団」として「tribe」を再定義することを試みている。また、フランス語圏ではグロやバウレといった英語圏で「tribe」と呼称されていた民族をもともと「ethnie」に含めており、「ethnie」にふくまれる小集団を指して「tribu」の語を用いていた。原口いわく、こうした事情から、フランス語圏においては英語圏（また、「tribe」と「部族」を一対一に対応する訳語として用いていた日本語圏）のような言い換えはおこなわれていない。原口は「tribe」の「people」への言い換えは英語圏特有の問題であり、「少数民族」「未開民族」といった用法が自然である日本語においてはこうした言い換えは意味をなさないこと、アフリカ社会においてネイション（＝民族）とトライブ（＝部族）の関係は強固に存在し、かつ「部族」はアメリカ社会学における「エスニック・グループ」のように安定的・固定的な存在ではないとして、アフリカの「部族」を「民族」あるいは「エスニック・グループ」と呼称することは「アフリカの現実を意図的にあるいは無意識に隠蔽し、あるいは、歪曲してとらえようとする動きである」と主張している。
大塚和夫はスーダンにおけるガビーラ（gabīla）は「部族」と翻訳することが適切であると論じるほか、クワキウトルのような民族はヌマイム（numaym）に該当する英称として「tribe」を用いることがある。日本以外の漢字文化圏において、「族」という接辞は民族を指すニュートラルな語として用いられることがあり（例：漢族）、中国研究においてはこうした接辞「族」がそのまま借用されることも少なくない。一方、スチュアート・ヘンリはこうした場合においても「部族」といった用語よりも「ガビーラ」や「トライブ」といった用語をそのまま用いたほうがコンテクストの保持にあたっても好ましいと論じ、中国研究における「族」の利用もアフリカやオーストラリアなどにおける「族」のネガティブな用法と混同されかねないとして、「日本語で読んだ（聞いた）場合にどのように『……族』が解釈され意味づけされるかということを考えなければならない」と主張している。

### 人種

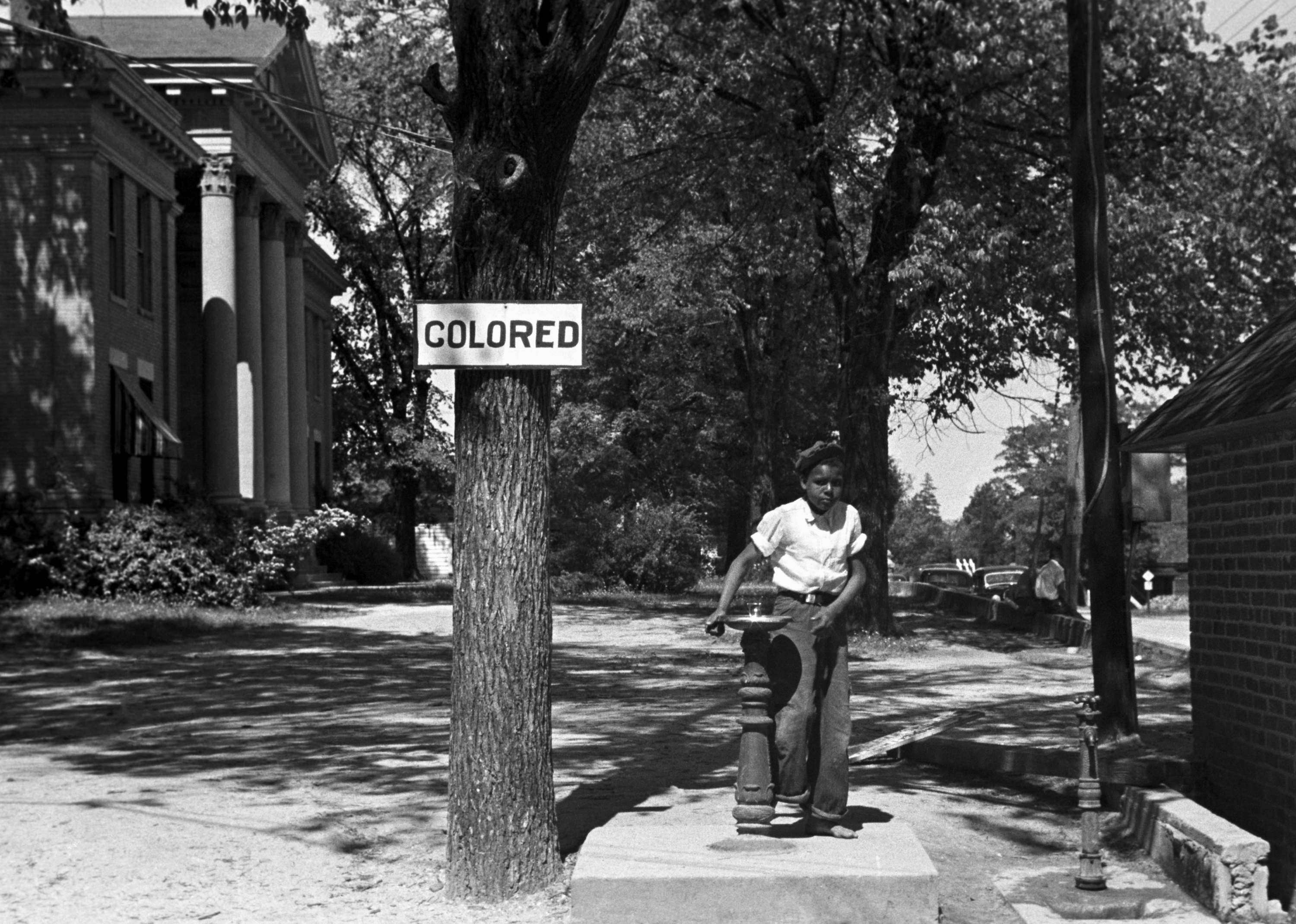
ハリファックス郡の有色人種専用水飲み場を利用する人（1938年）。たとえばアメリカ合衆国において、「黒人」といった人種はエスニック集団のひとつとしても機能した。

「人種」という言葉はおもに生物学的差異による人口集団のカテゴリーであり、文化的・社会的差異によるカテゴリーである「民族」と区別される。20世紀以前に広く見られた人種主義は、社会集団の文化的差異を生物学的差異に還元し、さらには集団間の「優劣」に結びつける思想であった。しかし、遺伝的身体特徴はいわゆる「人種」と一致するわけではなく、この概念は生物学的に有効なものとはいえない。冷戦後の英語圏においては「ethnicity」は「人種（race）」の代替語としても広まった。
「人種」は社会的文脈により、エスニック集団としてのふるまいをみせる。たとえば、アメリカ合衆国やインド洋、カリブ海諸島地域においては歴史的・政治的なラベリングにより「黒人」がひとつのエスニックな範疇として機能している。こうしたカテゴライズの基準は政治社会的基準によって異なる。カリブ海においては黒人とムラトー（黒人と白人の混血）が区別されるのに対して、アメリカにおいてはすべてが「黒人」に分類される。一方で、アフリカのような異なる社会的文脈においては、たとえばウォロフとイボ、アシャンティのような諸民族が同一のアイデンティティを共有することはない。一般に、人種集団間の差異は文化的構築物であると理解されており、ピエール・ファン＝デン＝ベルヘのような研究者はエスニシティと人種を区別する必要はないと論じる。一方で、マイケル・バントンは主観的な基準であるエスニシティと他者からのカテゴライズである人種は別概念であるとする。ヴィランジニー・ムナーシンヘ（Viranjini Munasinghe）によれば、特にアメリカ的文脈において、社会の構造的差別と確かに結びついた概念である「人種」を「エスニシティ」と言い換えることには問題が存在する。

## 議論の視角

### ネイション・エスニシティ論のパラダイム
エスニシティ論はおおむね原初主義（primordialist）的アプローチと、道具主義（instrumentalist）的アプローチに大別されることが多かった。原初主義においては、血縁や親近感に基く原初的紐帯がエスニシティを形づくっていると論じられる一方で、道具主義においてはエスニック集団としてのアイデンティティは周囲の状況のなかで戦略的・合理的手段として形づくられるものであると論じられる。また、本質主義と構築主義の対立、すなわち「エスニシティ」なるものが特定の要素によって客観的に弁別できるものか、そうでないかという論点も重要である。原口はエスニシティ論を「原初的特性重視論」と「構造・手段主義的アプローチ」の2つに大別する。ヴィランジニー・ムナーシンヘはエスニシティを本質化する原初主義を、エスニシティを状況によって流動する状況主義（situationalism）と対置し、特にフレドリック・バルト以降、後者は道具主義・構築主義と関連付けられていると論じる。佐藤成基も同様に、構築主義・状況主義・道具主義をいずれも原初主義と対立する概念として扱っている。一方で、金明美は、道具主義（用具論）も原初主義（原初論）同様に、「共通の利益あるいは共有する感情であれ、実体として『客観的な』集合的アイデンテイテイがあることを自明のこととしてきた」部分があると論じている。
ネイションについても同様の対立がある。塩川はネイション論における3つの対抗図式として「原初主義と近代主義（ネイションは前近代的概念か、そうではないか）」、「本質主義と構築主義（ネイションは実体的概念であるか、そうではないか）」、「表出主義と道具主義（ネイションは自然な流れで成立したものか、そうではないか）」を列挙する。塩川はこれらの概念は厳密には異なるとはいえ、相互に重なり合う部分もあるとして、「原初主義＝本質主義＝表出主義」と「近代主義＝構築主義＝道具主義」がおおむね対置される構造にあると整理する。前者の立場においては、ネイションはある程度自然な構造としてあらかじめ存在したという点が重視され、後者の立場においては、ネイションは近代において新しくあらわれた、社会的に構築された概念であるという点が重視される。アントニー・D・スミスはネイション・ナショナリズムに関するパラダイムを、エスニシティが社会生物学的・文化的なものであるとする「原初主義」、連続的ないし再現的なものとする「永続主義」、現象学的ないし歴史的なものとする「エスノ象徴主義」、社会的・政治的に構築されるものとする「近代主義」の4つに分類する。彼によれば、これらの4つのパラダイムはおもに理論面と歴史面というふたつのレベルで討論を重ねてきた。

### 原初主義・永続主義・本質主義

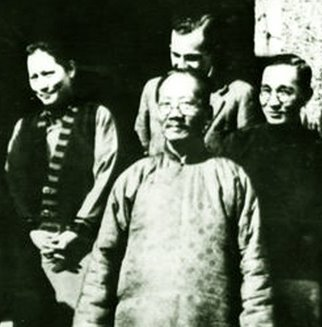
ハロルド・アイザックスは、エスニシティの不変性・原初的感情の重要性を強く主張した。

エスニシティに関する原初主義的なアプローチの先駆者としては、まずエドワード・シルズが挙げられるほか、その継承者としてクリフォード・ギアツがいる。シルズは1953年の「原初的な、個人的な、厳粛な、市民同士の絆（Primordial Personal Sacred and Civil Ties）」において、現代社会はゲゼルシャフト（利害関係にもとづき形成される共同体）である一方、その内部には部族意識に近い紐帯感情によりむすびついた共同体があると論じた。ギアツは1963年の「統合的革命（The Integrative Revolution）」において、新興独立国の形成にあたって生じる民族紛争について考察するためには、人種・言語・宗教・慣習といった「『与件』とみなされるもの」を背景として生じる「本源的紐帯」を考えることが重要であると論じた。ハロルド・アイザックスは1975年の「基本的集合アイデンティティ：種族の偶像（Basic Group Identity: The Idols of the Tribe）」において、こうした紐帯はある場所・時間における誕生を契機に共有されるようになる、ほとんど不変のものであると論じた。
関根正美は、エスニシティに対する「原初的特性重視」のアプローチを、いずれも主観的アイデンティティではなく客観的指標を重視するという点から、社会生物学的アプローチと関連付けている。この立場をとる研究者のひとりであるピエール・ファン＝デン＝バーグによれば、人間は自分と遺伝子を共有する親類（kin）とそうでないもの（non-kin）を区別し、前者を優遇する生物的特性が存在し、このようにして形成された親類関係を基盤とする集団がエスニック集団であるという。スティーヴン・グロスビーも同様に「現実のあるいは想定された血統へのアタッチメント」であるところの「kinship」に着目し、家族・部族・ネイションなどを一元的に論じている。
ネイションについての研究が本格化するのは1980年以降である。エルネスト・ルナンやマックス・ウェーバーといった「古典以前」のナショナリズム論はネイションの存在を自明視したうえで、その内部でのナショナリズムの展開について論じるものがほとんどであった。アントニー・D・スミスによれば、第二次世界大戦以前の研究者は通常、たとえイデオロギーとしてのナショナリズムが近年の産物であったとしても、ネイション自体は歴史上のいかなる時代にも常に存在し続けてきたと考えていた。スミスはこうした考えを「永続主義」と名づけるが、永続主義者が必ずしも原初主義者であるとは限らない点について注意を促す。永続主義者はネイションなるものが長期的に存続してきたことは認めるかもしれないが、それが自然なものであるとは認めないかもしれない。スミスは、アーネスト・ゲルナーらによる、ネイションが近代の構築物であるとの主張を「近代主義」と名づけ、1986年の『ネイションとエスニシティ（The Ethnic Origins of Nations）』でそれに対抗しようとした。スミスは、ネイションは近代の産物であるわけではなく、ネイションを形づくる基礎には文化的同質性を有する比較的安定した集団であるエトニがあったと論じる。スミスによれば、例えばヨーロッパにおいてはエトニをネイションの起源として容易に見出すことができる場合が多いという。スミスのエスノ象徴主義を継承したジョン・ハッチンソンは、ネイションの形成をエトニによる「紛争の場」として論じている。
本質主義・原初主義は、ネイション・エスニック集団の当事者によって主張されることも少なくない。ロジャース・ブルーベイカーは、これらのアイデンティティがまったく本質的であると主張する研究者がほとんど存在しないことに触れたうえで、「実際のところ原初主義的説明において、エスニシティを自然な所与であり変化しないものとして扱う真の原初主義者は、研究者ではなく当事者なのである」と論じる。ジョナサン・オカムラ（Jonathan Okamura）は、状況的エスニシティについて論じる人類学者の多くは、エスニシティの認知的側面あるいは構造的側面を強調する傾向にあると論じる。トーマス・ハイランド・エリクセンはアブナー・コーエンのような道具主義者に対する一般的な反論を以下のようにまとめる。「もしエスニックの象徴が政治的過程で完全に創成されるなら、どのようなアイデンティティも作りだせたのではないだろうか。たとえばケニアのマサイたちに、実はキクユだったと説得することも可能だったはずだ。そうした技は明らかに不可能であったから、エスニシティは用具でもなければ、政治的要素でもなかったのである」。
ムナーシンヘによれば、エスニシティに関する本質主義はときに政治的問題ともなりうる。つまり、国家に対する権利を主張するマイノリティにとって、状況主義的なアイデンティティの解釈は自らの権利を脅かすものであるように見えることがある。マイノリティがマジョリティ社会に自らの存在を示すため、あえて本質主義的な立場をとることを戦略的本質主義と呼ぶ。

### 状況主義・近代主義・構築主義

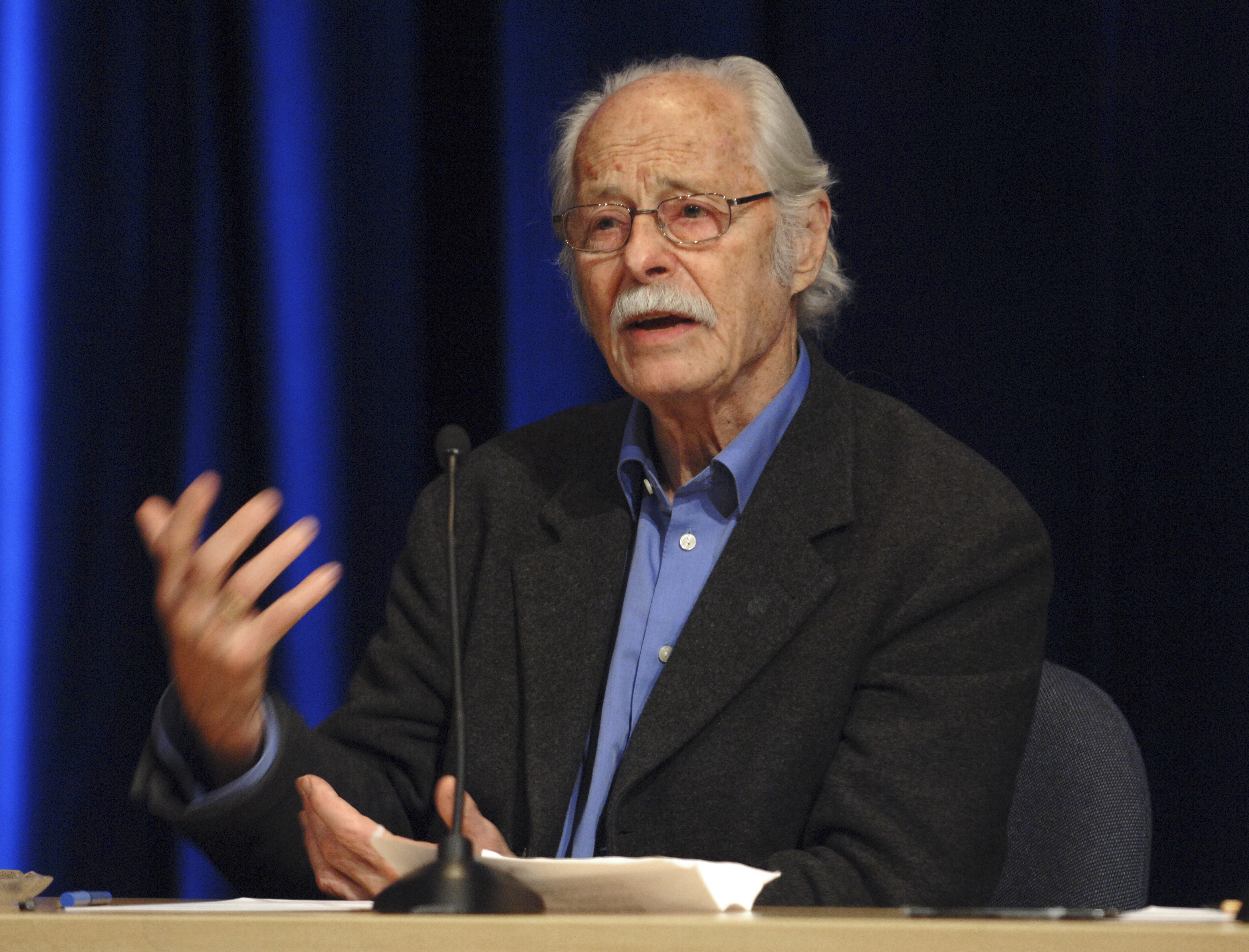
フレデリック・バルトは、エスニシティの構築主義的理解を人口に膾炙させるうえで重要な役割を果たした。

ムナーシンヘによれば、エドマンド・リーチが1954年に執筆した『高地ビルマの政治体系（Political Systems of Highland Burma）』は、その後のエスニシティ研究のパラダイムシフトにおいて重要な役割を果たした。リーチは「エスニシティ」の語を用いてこそいないものの、同書の「文化的差異は社会組織を生産するとともに決定づける」という観察は、バルトを先取りするものであった。しかし、その後も人類学における議論は続き、たとえば1960年代にはマイケル・モーマン（Michael Moerman）がアイデンティティにもとづくエスニック集団の主観的分類を支持した一方、ラウル・ナロールは外部からエスニック集団を定義するためには形質や言語といった客観的基準が必要であると論じた。
ネイサン・グレーザーとダニエル・パトリック・モイニハンは1963年の『人種のるつぼを超えて（Beyond the Melting Pot）』にて、ニューヨークにおけるエスニック集団を道具主義的アプローチから論じた。彼らによれば、エスニック集団を結びつける紐帯は社会的利益により生み出されており、エスニック集団内部の個々人は主体的にエスニック・アイデンティティを選択している。
フレドリック・バルトは1969年の「エスニック集団の境界（Ethnic Groups and Boudaries）」にて、「エスニック集団は、その行為者自身の帰属、および同定という行為によって作り上げられている範疇である」と論じた。バルトは、エスニシティとは他のカテゴリーとの間に「境界」を引くことにより生じる認識論的な構築物である。ロナルド・コーエンは1978年の「エスニシティ：人類学における問題と焦点（Ethnicity: Problem and Forcus in Anthropology）」にてバルトによる「境界」概念について「現実に存在する実体という意味を含んでいる」と論じ、エスニシティとは「包括性と除外性を持った一連の入れ子構造的二分法」、すなわち主観的・客観的な二分法が総体として構築する構造であると主張した。アブナー・コーエンもバルトのエスニシティ論を批判し、エスニシティとは文化的なものではなく集団の資源あるいは象徴的資本財の確保のために設定されるカテゴリーであると論じた。彼によれば、ロンドン証券取引所の立会人も「エスニック集団」のひとつとして定義づけられる。道具主義的アプローチはまもなくネイションについての議論にも援用されるようになり、たとえば1979年にはポール・ブラスとフランシス・ロビンソンがパキスタンの成立について議論をおこなった。ブラスが同国の成立が、イスラム教エリートによる大衆の動員によるものであったと論じたのに対し、ロビンソンは逆に、イスラム教徒の愛着がエリートを動かしたのであると論じた。

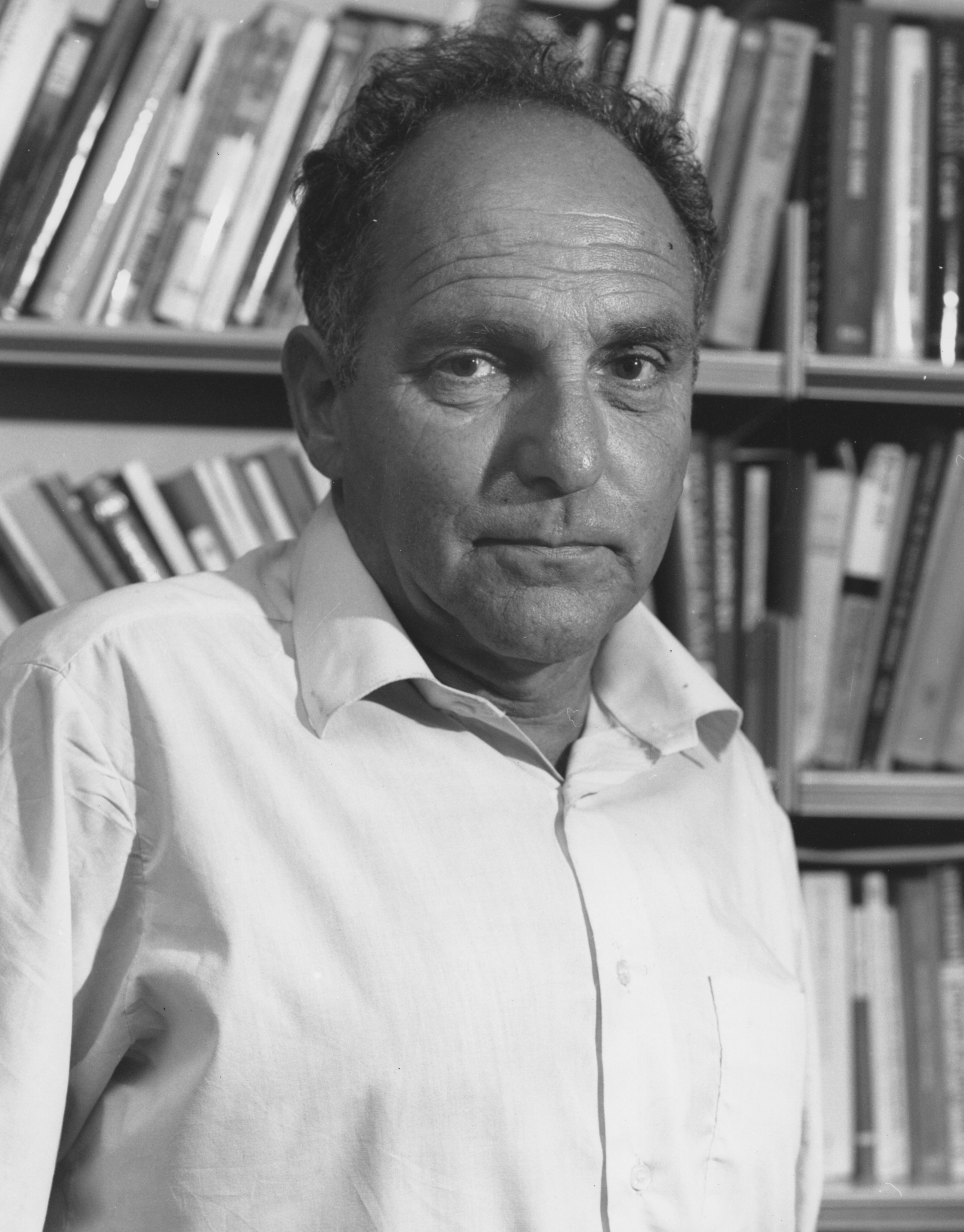
アーネスト・ゲルナーは1983年の『民族とナショナリズム』にてネイションが近代的構築物であることを強調した。

1983年に刊行されたアーネスト・ゲルナーの『民族とナショナリズム（Nations and Nationalism）』とベネディクト・アンダーソンの『想像の共同体（Imagined Communities）』は、いずれもネイションに対して構築主義的アプローチをとり、これらが近代的産物であることを強調した。ゲルナーは、ナショナリズムを産業化の進展に伴う都市への人口流入とその教育に付随する現象であると論じた一方、アンダーソンは出版資本主義の進展、俗語化などのメディアの変容において可能となった現象であると論じた。ゲルナーがナショナリズムを虚構と断じたのに対して、アンダーソンはナショナリズムの有効性を認めた。アンダーソンはなぜ「近年の萎びた想像力」に過ぎないナショナリズムが途方もない犠牲を生み出すかという問題について、宗教が減退した後の社会においてこのイデオロギーが「病い、不具、悲しみ、老い、死といった人間の苦しみの圧倒的重荷に対し、想像力に満ちた応答を行なってきた」からであると論じる。
エスニシティに関する議論においては1980年代以降、構築主義的な考えが一般化していった。エリック・ホブズボームとテレンス・レンジャーが1983年に記した『創られた伝統（The Invention of Tradition）』は「伝統」とされているものの非歴史性を指摘し、そうしたものに依拠するアイデンティティの連続性に疑問を呈した。ジェイムズ・クリフォードとジョージ・マーカスが1986年に出版した『文化を書く（Writing Culture）』などの影響もあり、人々の文化・アイデンティティについて、確かな実体を有するものであると認められることは少なくなった。
アンダーソンはネイションが「想像された」ものであるとは論じたものの、それが「共同体」であること自体は疑っていなかった。しかし、1990年代以降のネイション・ナショナリズム研究においてはネイションに対する集団主義的理解に対する反省が深まり、「想像のされ方」が差異と多様性をはらむことが認識された。伝統社会のネイションへの展開を進歩史観的に論じることへの反省が進み、言語的構築物としてのネイションの生成と、国家によるネイションの動員のありかたについての研究が進められた。また、エスニシティ研究においても同様に集団主義的存在論（groupist ontologies）にもとづく理解は少なくなり、ある政治的・社会的状況におけるエスニック・アイデンティティの構築に対する批判的理解が進んでいった。ロジャース・ブルーベイカーは、人種・ネイション・エスニシティはいずれも「世界のなかの事物」でなく「世界についての見方」であると論じ、実体ではなく「カテゴリーを用いた社会的実践」のみが存在すると主張した。シュナイダーマンはエスニシティが構築的であることを認めながら、こうした概念が「情動的現実（affectively real）」として存在すると論じている。

## 民族と社会

### 民族の形成

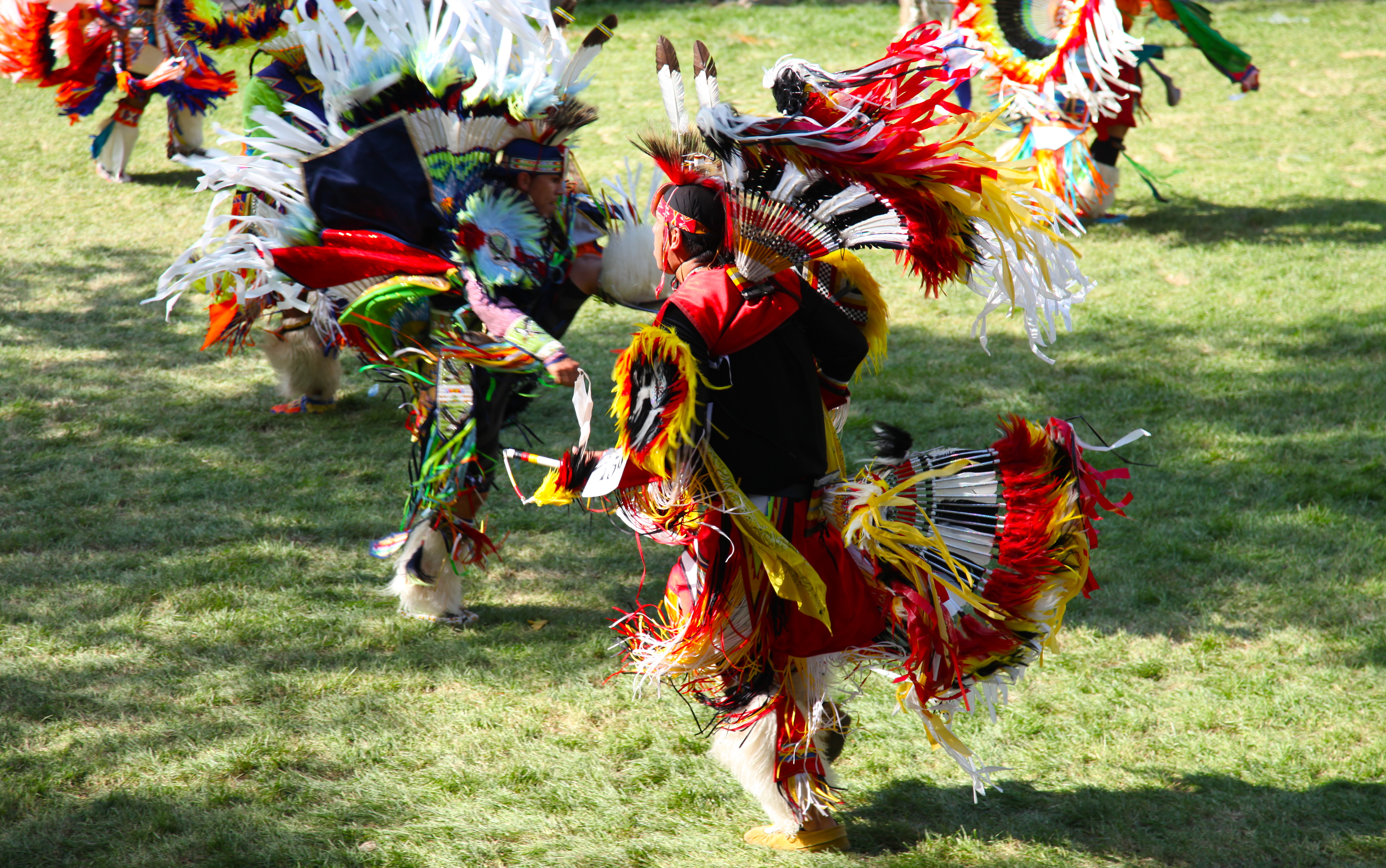
カナダ・ケベック州ウェンダケにおけるパウワウ（2016年）。エスニック・アイデンティティもナショナル・アイデンティティ同様にパフォーマティブな要素を有する。

トーマス・ハイランド・エリクセンによれば、エスニシティは「ある人口集団内での社会的差異化過程」、あるいは「体系の境界線が拡張し、別々の集団と接触させてしまうこと」により形成される。エリクセンの論じるところによれば、エスニシティは近代社会に限ったものではないとはいえ、エスニックにかかわる事象の多くのことがらは、近代以外の文脈では発生しにくい。
エドマンド・リーチによるビルマのカチン丘陵の調査によれば、同地に居住するふたつの民族であるカチンとシャンの民族としての境界・アイデンティティは流動的であった。彼らは利害に応じて自らのアイデンティティを変容させており、その分類は外部の観察者によるものと必ずしも一致しなかった。彼が、またのちにフレデリック・バルトが論じたところによれば、「民族」を論じるにあたって分析上重要であるのは集団そのものではなく、むしろその境界である。多くの地域において、エスニシティあるいは「部族」というラベリングは植民地主義によりはじめて導入されたものであり、多くの集団の組織化において重要であったのは土地や親族関係、個人的な忠誠などであった。リチャード・ファードン（Richard Fardon）によれば、ナイジェリアとカメルーンの国境地域に居住する民族であるチャンバは、言語的にも文化的にも均質な人口集団であったとはいえない。しかし、19世紀のチャンバ首長国の成立、その後の植民地化と国民国家の形成によりひとつのエスニシティへと変容した。

ネイションの形成にあたっては後述するように「伝統」の創造ないし再解釈がおこなわれるが、これはエスニシティにおいても同様である。アルジュン・グネラトネ（Arjun Guneratne）によれば、ネパールのタルーは古い儀式を物象化したうえで、パフォーマンスとして継承している。カナダのヒューロンは白人社会における「先住民は自然に近く、動植物に畏敬の念を抱いている」「寛容で、温厚で、他文化には寛大である」といった肯定的ステレオタイプを利用して、「エスニックに基づく対抗文化」であるところの「新ヒューロン的文化」を構築している。

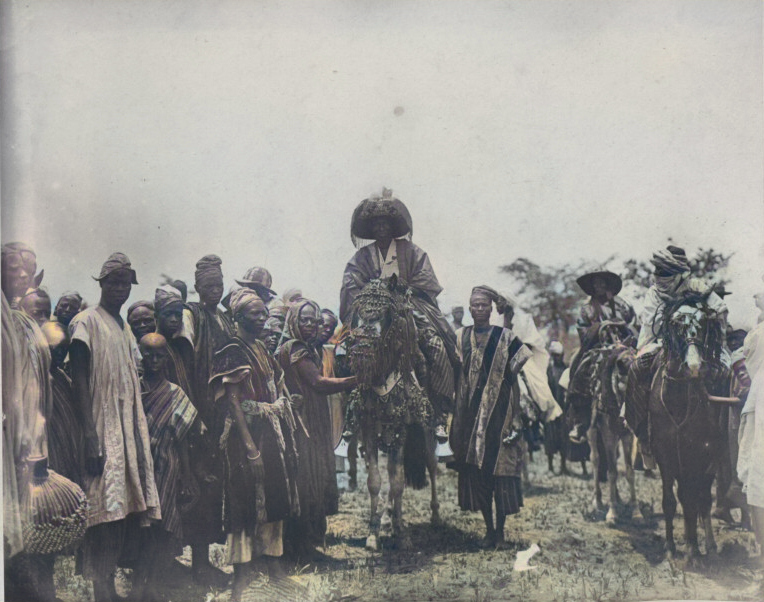
オヨ王国の王（Alaafin）。「ヨルバ」というエスニシティの創成以前から、現在ヨルバとして知られる人々は一定程度の言語・慣習的つながりを持っていたともいえる。

一方で、「民族」なる概念が創造されるにあたっては、何らかの歴史的事実が背景となることも少なくない。ジョン・ピールによれば、ナイジェリアにおいてエスニシティとしてのヨルバが形成されたのは20世紀のことであるが、それ以前より現在「ヨルバ」とよばれる人々は共通の言語や慣習を共有しており、奴隷の解放、キリスト教の宣教による「文字化されたヨルバの言語」の登場により共通のアイデンティティを有するようになった。アントニー・D・スミスは、ネイションの原型であるところのエトニを「共通の祖先・歴史・文化をもち、ある特定の領域との結びつきをもち、内部での連帯感をもつ、名前をもった人間集団」であると定義する。スミスによれば、ネイションとはエトニと政治体が融合することによって生まれるものであり、その原型となるような「エスニックな国家」はたとえば中世フランスや中世日本などにみられるものである。ネイションおよびナショナリズムが近代以前より存在したという主張は少なくなく、たとえばエイドリアン・ヘイスティングスはイングランドにおけるナショナリズムの萌芽は書記言語としての英語の確立にあると論じ、同地域におけるネイションの成立は14世紀以前の出来事であると論じる。リア・グリーンフェルド はイングランドにおけるナショナリズムの発生を16世紀のできごとであるとして、ナショナリズムが近代の産物なのではなく近代がナショナリズムの産物なのであると説く。

### 近現代におけるネイションの形成

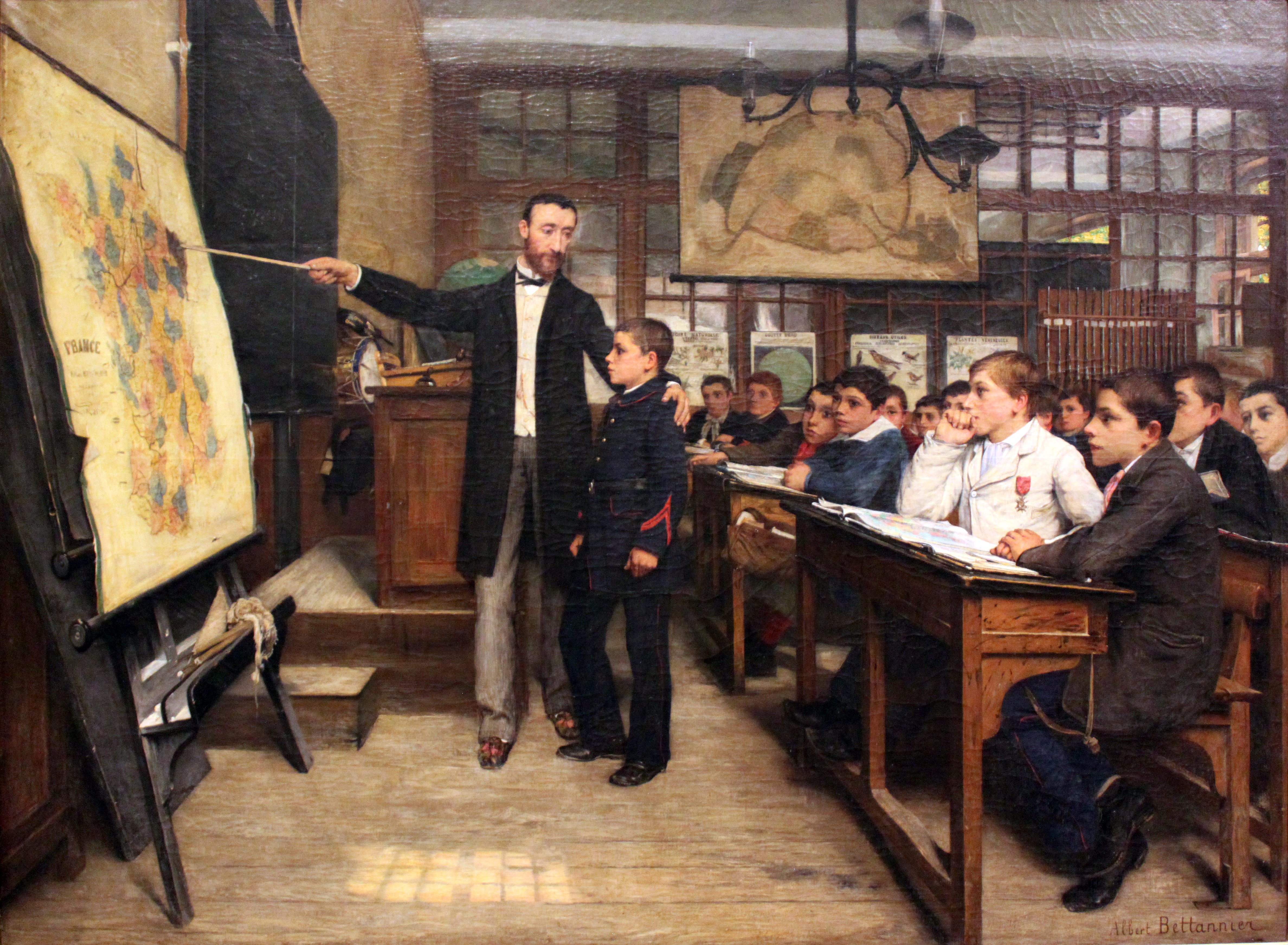
アルベール・ベタニエ『黒い汚れ』（1887年）。フランスの教師が普仏戦争による失地であるアルザス＝ロレーヌについて教えている。国家語による教育の普及はネイションの形成を促した。

ベネディクト・アンダーソンおよびアーネスト・ゲルナーの論じるところによれば、ネイションは先行する君主国家や親族にもとづく共同体とはまったく異なる秩序を有する。アンダーソンによれば、自分がネイションの成員であると自己規定する人々は、「その大多数の同胞を知ることも、会うことも、あるいはかれらについて聞くことも」ない人々に対して「共同の聖餐のイメージ」を抱く。ナショナリズムが生まれる以前の西洋世界において、支配階級はコスモポリタン（世界主義的）であることが普通であり、ラテン語といった古典語を通して越境的な共同体を構築し、一般社会とは隔絶して生きていた。エリクセンによれば、「ナショナリズムが登場する以前には、貴族階級が農民と同じ文化に属しているという考えそのものが、貴族階級にはおぞましかったし、農民たちには理解できなかった」。
ネイションの形成はヴァナキュラー言語の文章語化（国語）と、共通語を基礎としたコミュニケーションの濃密化、その言語にもとづいた教育の普及、それによる経済的・文化的交流の活発化などを背景にしていた。ゲルナーやラルフ・グリロ（Ralph Grillo）によれば、ナショナリズムの形成は工業社会の登場にともなう出来事であった。工業化以前の農村社会は移動性が低く、人々のアイデンティティは地域の狭い共同体のなかで完結していた。しかし、工業社会においては人口が流動的になり、言語と文化による新しいかたちの社会的統合が必要になった。アンダーソンは、ナショナリズムの基礎は「印刷資本主義」にあると論じる。すなわち、それまで相互理解可能性の低い方言群を話していた人々が印刷言語を通して相互の意思伝達が可能になったことによって、ネイションが形成されるに至った。ヨーロッパ的文脈においては、フランス革命をはじめとする18世紀以降の政治的動向もナショナリズムにより統一された国家であるところの国民国家（ネイション国家）の形成を促した。この時代には政治の主体が少数の特権的階級から「国民」に移り変わろうとしており、国家と国民の間になんらかの一体感を創出させる必要が生じていた。

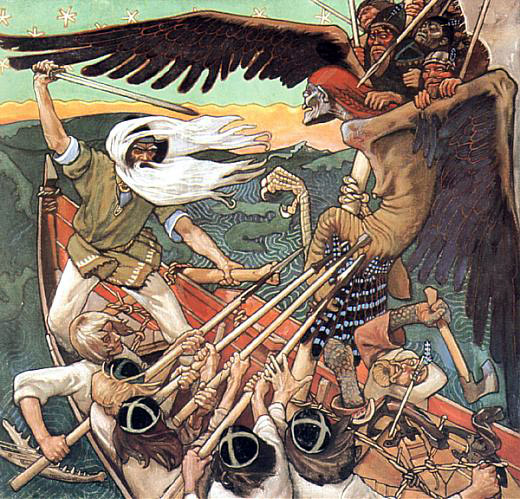
アクセリ・ガッレン＝カッレラ『サンポの防衛』（1896年）。フィンランドの叙事詩である『カレワラ』を題材としている。ネイションの形成にあたって、各地域では「伝統」の動員がおこなわれた。

ゲルナーとアンダーソンがともに強調するところによれば、ネイションの形成にあたっては「伝統」の構築がおこなわれる。一方で、スミスは近代国家における「伝統」の動員は、「発明」でも「構築」でもなく「再解釈」であると論じる。近代国家においては国民に「自分たち自身の」共同体のものだと感じさせる「真正な」歴史が再発見される。たとえばポーランドやセルビアにおいては中世の王国時代が、インドにおいてはヴェーダ時代が、日本においては天皇制がネイションの形成のために動員された。19世紀におこなわれたノルウェー人の民族創成においては農村部の民族衣装・絵画様式・伝統的音楽や食文化といった諸文化が動員され、それらを経験したことのない人々にとってもナショナルな象徴として認められるようになっていった。フィンランドにおいてはエリアス・リョンロートがカレリア地方の物語詩を再発見し、ネイションの歴史としての『カレワラ』を再構築した。
ナショナリズムに対する一般的見解をスミスがまとめるところによれば、近代的なナショナリズムはフランス革命後の40年間のなかで醸成されたものであり、「最初の波は、ヨーロッパ諸国の一八四八年革命において最高潮に達した」。「諸国民の春」ともよばれる一連の革命を経てドイツ統一・イタリア統一が実現したほか、ハプスブルク帝国内でのハンガリーの地位が上昇した。19世紀末までには東欧・北欧にもナショナリズムが広がり、さらには日本・インド・アルメニアなどのヨーロッパ外部にもナショナリズムが伝播した。
こうした潮流の中で、諸民族が自己の運命を自ら決定するべきだというイデオロギーである「民族自決」のスローガンも浸透していったが、一方でこのイデオロギーはポーランドやアイルランドといった一定以上の規模を有する民族の独立運動以外には適用されなかった。第一次世界大戦に際して、アメリカ大統領であるウッドロウ・ウィルソンが掲げた十四か条の平和原則には民族自決論が反映されており、ポーランドの独立については明示的言及があった。第一次世界大戦後のヴェルサイユ体制においては中東欧に「国民国家」が認められた。一方、世界の多くの地域では植民地支配が残った。第二次世界大戦の終戦後、1960年代までにそれまで植民地となっていた多くの地域が独立した。これらの地域、特に植民地化以前の国家の領土を継承しなかった地域においては、「国民国家」を形づくるうえでの歴史的前提が存在しないことも少なくなかった。インドネシアにおいてはオランダおよび日本統治下における行政言語であったマレー語が「インドネシア語」としてネイション形成に利用された。

### 国民国家と少数派のエスニック・ナショナルアイデンティティ

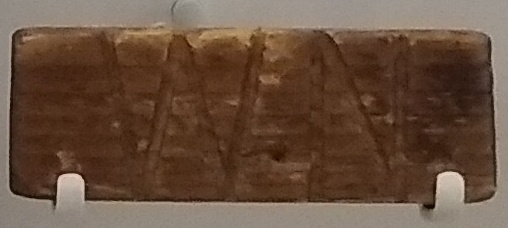
ウェールズ・ラングラノグの学校で用いられた、英語ではなくウェールズ語を話した生徒にかけるための札（Welsh Not）。

ひとつの民族とひとつの国家が対応するという状況は、突き詰めて言えば不可能であり、ヨーロッパにおいても「純粋な国民国家」といえるような政体があったとはいえない。近代化と国民国家体制の確立は、ネイションに取り込みきれない少数派のエスニシティも生み出した。国家はこうしたエスニック少数派に対して同化、隔離、あるいは多文化主義的イデオロギーの採用により対処しようとした。場合によっては国家の主流派民族は、少数派民族に対してジェノサイドや強制移住といった暴力的措置をとることもあった。たとえば、アメリカやオーストラリアにおいてはヨーロッパ勢力による植民地開拓にともない先住民族の虐殺がおこった。少数派の国家の支配への対応は、アルバート・O・ハーシュマンにより「離脱・発言・忠誠」と整理される。すなわち、少数派は同化・従属、場合によっては抵抗、さらには分離独立を目指す。

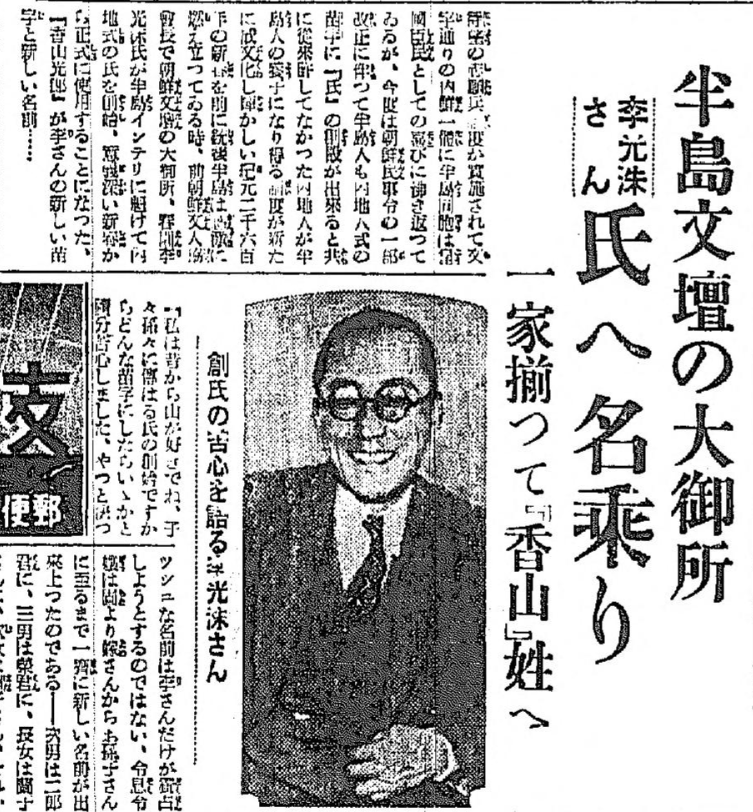
李光洙の創氏改名を伝える記事。『京城日報』1939年12月20日朝刊。

フランスにおいては、ネイションの一員であるためにはフランス語で物事を考えたり処理する能力、「フランス人」として歴史・文化・慣習などを共有することが必要であると理解され、これはユダヤ、あるいはブルトン、プロヴァンスといった少数派に対して抑圧的に働いた。ユーゴスラビアにおいては国王・アレクサンダル1世によって、同国はユーゴスラビア人による国民国家であるとするユーゴスラビア主義が推し進められたが、これはクロアチア人といった非セルビア人には形を変えた大セルビア主義であると理解された。19世紀後半にはスコットランドにイングランドと対等なパートナーとしての認知を求めるスコットランド・ナショナリズムが活発化したほか、アイルランドではイングランドに対する抵抗が強まった。また、ベルギーにおいてはフランス語を用いるワロンによるヘゲモニーに、低地ゲルマン語を用いるフラマンが対抗した（フラマン語運動）。
日本では国民国家の形成と植民地帝国化が同時に進んだ。朝鮮・台湾においては「日本人」への同化政策が実施され、これは植民地時代末期の皇民化政策により頂点に達したものの、これらの地域における同化は北海道・沖縄におけるそれほど徹底的なものとはならなかった。オスマン帝国においては当初「オスマン人」による国家統一を目指すオスマン主義が標榜されたものの、これは失敗した。オスマン帝国の崩壊後に形成されたトルコ共和国においては「国民」の均質性が主張され、市民的ナショナリズムの名のもとに少数派の抑圧がおこなわれた。トルコにおいては当時少数派としては最大の人口を有したアルメニア人に対する強制移住・集団虐殺が推し進められた（アルメニア人虐殺）。アメリカ合衆国においては同化主義が人種・民族・エスニック集団関係の基本であり、異なるエスニック集団が自由主義的アイデンティティをもとに「アメリカ人」として融合・統合する状況が「人種のるつぼ」として称揚された。一方で「アメリカ人」として統合されうる対象は限定されており、たとえばアメリカ先住民や黒人は同化し得ないエスニック集団として取り残された。

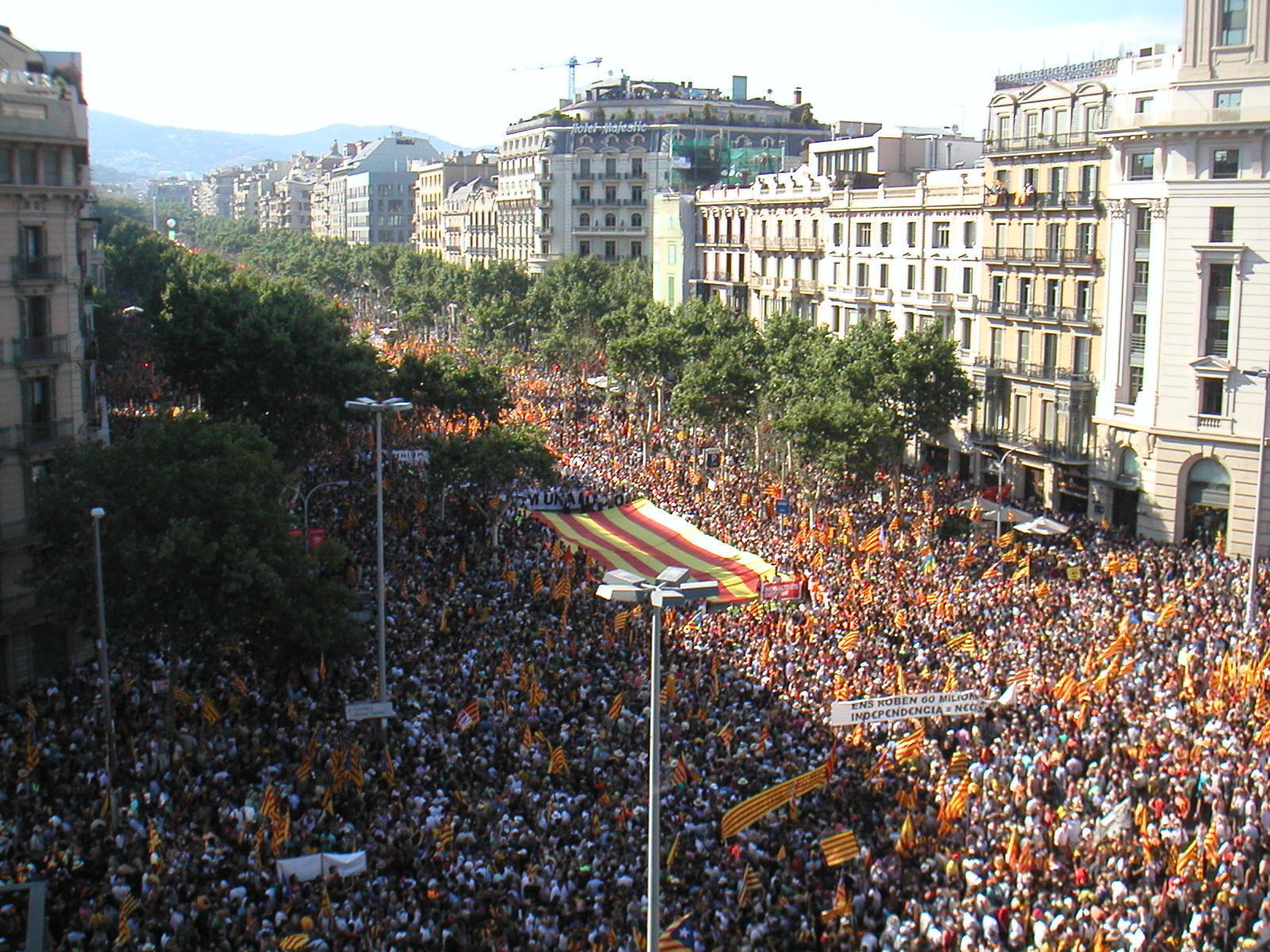
2010年カタルーニャ自治抗議（バルセロナ）

1960年代から1970年代にかけて、西洋諸国を中心にいわゆる「エスニック・リバイバル」運動が起こった。たとえばケベック、フランドル、スコットランド、カタルーニャ、ブルターニュ、バスク、コルシカ、ウェールズなどでは「周辺化した少数派」の中産階級が中心となって国家に抵抗した。これらのエスニック集団による自主権を求める運動は、アメリカの公民権運動、それに続いて起こった学生運動・社会運動などとも連動するものであった。さらに、1970年代には先住民族による運動も活発化した。たとえばカナダではクリーによるジェイムズ湾水力発電所紛争が起こったほか、ノルウェーではアルタ水力発電所の建設にあたってサーミの抵抗があった。1970年代以降のカナダ・オーストラリアにおいてはそれまでの同化主義が見直され、公的政策には多文化主義が反映されるようになった。一方で、多文化主義には本来流動的かつ内部にも多様性を有するはずの「文化」を固定的なものとして扱っているという批判もある。エリクセンによれば、多文化主義が推奨される国家において、エスニシティは「エスニックの識標で自分を飾らなければならない。」また、少数派とされる人々のあいだにも利害の対立が生まれることがある。ケベック州においてはケベック人が自身のエスニック・アイデンティティの確立をかかげており、カナダ政府の主張に抗して、州政府は州内の先住民族の自決権を認めていない。
また、第二次世界大戦後のポスト植民地国家においてもエスニック分離主義運動が起こった。スミスによれば、これは宗主国がエスニック集団を統合し、資源配分をめぐる紛争の矢面に立たせたこと、こうした状況を残したまま植民地から撤退したことを主因とするものであり、「二重の意味で植民地主義から生まれた」といえる。スミスによれば、これらの地域における民族ナショナリズムは知識階級によるエスニシティの動員、エスニとその遺産を政治化する過程を得たという点で、西洋におけるそれと基本的には同一視できるものである。しかし、アジア・アフリカにおいてはこれらのプロセスはしばしば短縮化され、エスニック・アイデンティティの確立に先んじて分離主義運動が起こることすらあった。たとえばパキスタンにおけるバローチのネイション意識は、パキスタン中央政府との紛争（バルーチスターン紛争）のなかで醸成された。